# Nassarius cabrierensis
Nassarius cabrierensis là một loài ốc biển, là động vật thân mềm chân bụng sống ở biển thuộc họ Nassariidae.